# Розуел
Вижте пояснителната страница за други значения на Розуел.
Розуел (на английски: Roswell) е град в югоизточната част на Съединените американски щати, част от окръг Фултън на щата Джорджия. Населението му е около 93 000 души (2020).
Разположен е на 320 метра надморска височина на платото Пидмънт, на 27 километра югозападно от язовир Сидни Ланиър и на 31 километра северно от центъра на Атланта. Селището е създадено през 1830 година от Розуел Кинг, плантатор от крайбрежието на Джорджия, който основава текстилна фабрика, използваща водите на река Викъри Крийк. Днес то е предградие на Атланта.

## Известни личности
Починали в Розуел
- Къртис Мейфийлд (1942 – 1999), музикант